# قاسم آباد بيخة دراز (مقاطعة فسا)
قاسم‌آباد بيخة دراز (بالفارسية: قاسم‌آباد بیخه دراز) هي قرية تقع في Now Bandegan District في إيران. يقدر عدد سكانها بـ 35 نسمة .